# Helge von Koch
Pour les articles homonymes, voir Koch.
Niels Fabian Helge von Koch ([ˌhɛlːgə fɔnˈkɔkː]), né le 25 janvier 1870 à Stockholm et mort le 11 mars 1924  à Danderyd, est un mathématicien suédois qui a donné son nom à l'une des premières fractales : le flocon de Koch.

## Biographie
Helge von Koch a étudié la théorie des nombres. Il a montré en 1901 que l'hypothèse de Riemann implique une forme forte (en fait la plus forte possible) du théorème des nombres premiers.
Il s'est également intéressé à la résolution d'équations différentielles et a fait sa thèse de doctorat sur la résolution d'équations différentielles linéaires de tous ordres au moyen des séries de Laurent.
En 1904, il a décrit la courbe qui porte aujourd'hui son nom dans un article intitulé "Sur une courbe continue sans tangente, obtenue par une construction géométrique élémentaire".
Il fait partie de la famille von Koch, une famille de la noblesse suédoise (en).